# Kabinett McLeish
Das Kabinett McLeish war die zweite Schottische Regierung vom 27. Oktober 2000 bis zum 8. November 2001. Es wurde nach dem Tod Donald Dewars am 11. Oktober 2000 gebildet. Wie die vorherige Regierung bildete die Scottish Labour Party eine Koalition mit den Scottish Liberal Democrats. Am 8. November 2001 trat Henry McLeish wegen der Officegate Affäre zurück. Sein Nachfolger wurde am 27. November 2001 Jack McConnell.

## Regierung

### Kabinettsmitglieder
(Ministers, falls nicht anders erwähnt)
| Amt                                            | Bild | Name            | Partei | Partei  | Amtszeit  |
| ---------------------------------------------- | ---- | --------------- | ------ | ------- | --------- |
| First Minister                                 |      | Henry McLeish   |        | Labour  | 2000–2001 |
| Deputy First Minister                          |      | Jim Wallace     |        | LibDems | 2000–2001 |
| Minister für Justiz                            |      | Jim Wallace     |        | LibDems | 2000–2001 |
| Minister für Äußeres, Bildung und Europa       |      | Jack McConnell  |        | Labour  | 2000–2001 |
| Ministerin für Soziale Gerechtigkeit           |      | Jackie Baillie  |        | Labour  | 2000–2001 |
| Ministerin für Wirtschaft und Weiterbildung    |      | Wendy Alexander |        | Labour  | 2000–2001 |
| Minister für Umwelt, Sport und Kultur          |      | Sam Galbraith   |        | Labour  | 2000–2001 |
| Minister für Finanzen und Kommunales           |      | Angus MacKay    |        | Labour  | 2000–2001 |
| Ministerin für Gesundheit                      |      | Susan Deacon    |        | Labour  | 2000–2001 |
| Minister für Umwelt und den Ländlichen Raum    |      | Ross Finnie     |        | LibDems | 2000–2001 |
| Ministerin für Transport und Telekommunikation |      | Sarah Boyack    |        | Labour  | 2000–2001 |
| Weitere Teilnehmer an Kabinettssitzungen       |      |                 |        |         |           |
| Minister für Angelegenheiten des Parlaments    |      | Tom McCabe      |        | Labour  | 2000–2001 |
| Lord Advocate                                  |      | Colin Boyd      |        | Labour  | 2000–2001 |

### Staatssekretäre
| Staatssekretäre(Junior Minister)           | Name              | Partei | Partei            | Amtszeit  |
| ------------------------------------------ | ----------------- | ------ | ----------------- | --------- |
| Bildung, Europa und Äußere Angelegenheiten | Nicol Stephen     |        | Liberal Democrats | 2000–2001 |
| Soziale Gerechtigkeit                      | Margaret Curran   |        | Labour Party      | 2000–2001 |
| Unternehmen, Weiterbildung und Gälisch     | Alasdair Morrison |        | Labour Party      | 2000–2001 |
| Highlands, Inseln und Gälisch              | Alasdair Morrison |        | Labour Party      | 2000–2001 |
| Kultur und Sport                           | Allan Wilson      |        | Labour Party      | 2000–2001 |
| Finanzen und Kommunen                      | Peter Peacock     |        | Labour Party      | 2000–2001 |
| Gesundheit und soziale Dienste             | Malcolm Chisholm  |        | Labour Party      | 2000–2001 |
| Justiz                                     | Iain Gray         |        | Labour Party      | 2000–2001 |
| Angelegenheiten des Parlaments             | Tavish Scott      |        | Liberal Democrat  | 2000–2001 |
| Angelegenheiten des Parlaments             | Euan Robson       |        | Liberal Democrats | 2001      |
| Ländlicher Raum                            | Rhona Brankin     |        | Labour Party      | 2000–2001 |
| Transport und Planung                      | Lewis Macdonald   |        | Labour Party      | 2000–2001 |